# Rhondia oxyoma
Rhondia oxyoma là một loài bọ cánh cứng trong họ Cerambycidae.